# 평행선 공준

만약 α + β < 180°라면, 무한히 이어지는 두 직선은 이 두각과 같은 쪽에서 만난다.

기하학에서 평행선 공준(平行線公準, 영어: parallel postulate)은 원론에 등장하는 다섯 개의 공준 중 마지막으로, 내용은 다음과 같다.
두 직선이 다른 한 직선과 만나 이루는 두 동측내각의 합이 두 직각보다 작다면, 이 두 직선을 무한히 연장할 때, 그 두 동측내각과 같은 쪽에서 만난다.
유클리드 기하학은 평행선의 공준을 비롯한 다섯 공준으로 구성되는 기하학이다. 평행선 공준은 남은 네 공준과 독립적이다. 즉, 남은 네 공준으로부터 유도할 수 없으며, 평행선 공준에 부정을 취하면 새로운 무모순적 기하학을 얻는다. 이는 좁은 의미의 비유클리드 기하학이며, 넓은 의미의 비유클리드 기하학은 평행선 공준을 만족하지 않는 기하학을 뜻한다. 절대기하학은 다섯 공준에서 평행선 공준을 제외한 네 공준만을 취한 것이다.

## 동치 명제
다음 명제들은 평행선 공준과 동치이다. 정확히 말해, 절대기하학 아래, 서로가 서로를 함의하며, 절대기하학에 이들 명제 가운데 하나를 추가하여 얻는 기하학은 유클리드 기하학과 동치이다. (소괄호 속은 원래 명제의 이름, 대괄호 속은 동치성 명제의 이름이다.)
1. (플레이페어 공리) 주어진 직선 밖 한 점을 지나는, 그 직선의 평행선은 많아야 하나 존재한다.
2. (삼각형 공준) 모든 삼각형의 내각합은 180°이다.
3. [사케리-르장드르 제2정리] 어떤 삼각형의 내각합은 180°이다.
4. 모든 삼각형의 내각합은 같다.
5. 직사각형이 존재한다.
6. (등거리 공준 1) 평행한 두 직선의 거리는 어디에서나 일정하다.
7. (등거리 공준 2) 어떤 같은 평면 위에서, 어떤 주어진 직선과 거리가 같은 세 공선점이 존재한다.
8. (프로클로스 공준 1) 같은 평면 위에서, 평행선 중 하나와 만나는 직선은 다른 하나와도 만난다.
9. (프로클로스 공준 2) 같은 평면 위에서, 같은 직선과 평행하는 두 직선은 서로 평행한다.
10. [사케리-르장드르 제4정리] 주어진 각의 내부의 점을 지나며, 각의 두 변과 만나는 직선은 항상 존재한다.
11. (르장드르 공준) 동측내각이 하나는 직각 하나는 예각이라면, 두 직선은 만난다.
12. (보여이 공준) 모든 삼각형은 외접원을 갖는다. 즉, 공선점이 아닌 세 점에 대하여, 그들을 지나는 원이 항상 존재한다.
13. (월리스 공준 1) 합동이 아닌 닮음삼각형이 존재한다.
14. (월리스 공준 2) 모든 원의 둘레와 지름의 비율은 같다. 즉, 원주율을 정의할 수 있다.
15. (월리스 공준 3) 삼각형의 넓이는 상계를 갖지 않는다. 즉, 삼각형의 넓이는 주어진 임의의 도형의 넓이보다 클 수 있다.
16. 윗변과 아랫변이 같은 사케리 사변형이 존재한다.
17. 대변의 절반 길이인 중위선을 갖는 삼각형이 존재한다.
18. (피타고라스의 정리) 직각삼각형의 빗변의 길이의 제곱은 직각을 이루는 두 변의 길이의 제곱합과 같다.

## 동치 증명
위 명제들은 자명하게 유클리드 기하학의 정리이므로, 이들로부터 평행선 공준을 유도하거나, 동치성 증명이 끝난 명제를 유도하는 것으로 족하다. 명제 1, 2, 3, 4, 10에 대한 증명은 플레이페어의 공리, 삼각형의 내각합, 사케리-르장드르 정리 참고.

직사각형 조건 ⇒ 삼각형 공준

등거리 공준 ⇒ 직사각형 조건

프로클로스 공준 ⇒ 평행선 공준

르장드르 공준 ⇒ 평행선 공준

월리스 공준 2 ⇒ 르장드르 공준

월리스 공준 1 ⇒ 사각형 공준

사케리 사변형 조건 ⇒ 직사각형 조건

중위선 조건 ⇒ 사케리 사변형 조건

피타고라스의 정리 ⇒ 중위선 조건

### 직사각형 조건
(직사각형 조건 ⇒ 삼각형 공준)
직사각형(즉 네 내각이 모두 직각인 사각형)에 대각선을 그어 두 작은 삼각형을 만들자. 그렇다면, 사케리-르장드르 제1정리에 따라, 두 삼각형의 내각합은 각자 ≤ 180°이다. 또한, 두 내각합을 합하면 직사각형의 내각합 360°가 된다. 따라서, 두 삼각형의 내각합은 모두 180°이므로, 내각합이 180°인 삼각형이 존재한다.
비슷하게, "내각합이 180(n - 2)°인 n각형이 존재한다"는 명제가 평행선 공준과 동치라는 것을 보일 수 있다. 이를 "n각형 공준"이라고 하자.

### 등거리 공준
(등거리 공준 ⇒ 직사각형 조건)
평행선 사이의 거리가 어디에서나 일정하다면, 당연히 주어진 직선과 거리가 같은 세 공선점이 존재하며, 점과 선은 어떤 같은 평면 위에 있다.
세 공선점 A, B, C가 직선 l과 거리가 같다고 하자. 즉, l의 수선 AA', BB', CC'가 l과 각자 A', B', C'에서 만난다고 하면, AA' = BB' = CC'이다. 따라서, AA'B'B, BB'C'C는 사케리 사변형이다. 이들 각자의 윗변과 밑변의 중점 M, M', N, N' 을 연결하자. 그렇다면, 좌우 대칭이므로, 직선 MM' 와 NN'는 각자 직선 l과 ABC의 수선이다. 따라서, 직사각형 MM'N'N이 존재한다.

### 프로클로스 공준
(프로클로스 공준 ⇒ 평행선 공준)
두 명제는 서로 대우이므로, 자명하게 동치이다.
어떤 직선 l과 각자 A, B에서 만나는 두 직선 AP, BQ의 동측내각이 < 180°이라고 하자. 그렇다면, ∠BAP' + ∠ABQ = 180°이게 직선 AP'를 그을 수 있다. 이때 AP' 와 BQ는 서로 평행한다. 또한, AP와 AP' 가  만나므로, AP 와 BQ도 만난다. 따라서, 평행선 공준이 성립한다.

### 르장드르 공준
(르장드르 공준 ⇒ 평행선 공준)
어떤 직선 l과 각자 A, B에서 만나는 두 직선 AP, BQ의 동측내각이 < 180°이라고 하자.
만약 동측내각이 하나는 직각 하나는 예각이라면, 명제에 따라 AP와 BQ는 만난다.
만약 둘 다 예각이라면, 선분 AB에 아무렇게나 점 M을 찍고, BQ의 수선 MN을 긋고, MN이 BQ와 N에서, AP와 C에서 만난다고 하자. 그렇다면, 삼각형의 내각은 그와 이웃하지 않는 외각보다 작으므로, ∠MCP < ∠MAP, 즉 ∠MCP는 예각이다. 따라서 첫번째 경우로 귀결된다.
만약 하나는 둔각 하나는 예각이라면, 두번째 경우와 같이 점 M, N, C를 만들되, M을 AB의 중점으로 취하자. 그렇다면, ∠MCP는 직각일 수 없다. 안 그러면, 각각변 합동에 따라, 삼각형 MCA와 MNB는 합동이 되므로, 동측내각의 합이 180°이 되어 모순이다. 따라서, 이 역시 첫번째 경우로 귀결된다.
세 경우는 모든 경우를 포함하며, 따라서 두 직선 AP, BQ는 어떤 점 O에서 만난다. 또한 반드시 < 180°인 동측내각과 같은 쪽에서 만난다. 안 그러면, 삼각형 OAB의 내각합이 180°보다 크게 되므로 모순이다. 따라서, 평행선 공준이 성립한다.

### 보여이 공준
(보여이 공준 ⇒ 르장드르 공준)
어떤 직선 l과 각자 A, B에서 만나는 두 직선 AP, BQ의 동측내각 ∠QBA와 ∠PAB가 각자 직각과 예각이라고 하자. 그렇다면, 선분 AB에 점 M을 찍고, AP의 수선 MC를 그어 AP와 C에서 만나게 하고, MC를 연장하여 C'C = MC이게 하고, MB를 연장하여 BB' = MB이게 할 때, 자명하게 M, C', B'은 삼각형을 이룬다. 따라서, 그 외접원이 존재하며, AP와 BQ가 각자 변 MC'와 MB'의 수직이등분선이므로, 외접원 원심 O가 바로 AP와 BQ의 교점이다. 따라서, 르장드르 공준이 성립한다.

### 월리스 공준 1
(월리스 공준 1 ⇒ 사각형 공준)
삼각형 ABC와 A'B'C' 가 서로 닮음이나, 서로 합동이 아니라고 하자. 그렇다면, AB > A'B'라고 가정할 수 있다. 변 AB에 AB'' = A'B' 인 점 B'' 을 찍고, ∠AB''C'' = ∠ABC인 직선 B''C'' 을 긋자. 그렇다면, 직선 B''C'' 은 변 AC와 어떤 점 C''에서 만난다. 또한, 각변각 합동에 따라, 삼각형 AB''C'' 와 AB'C'는 합동이다. 따라서, ∠AC''B'' = ∠AC'B' = ∠ACB이다. 이때, 사각형 BB''C''C의 내각합은 360°가 되므로, 내각합이 360°인 사각형이 존재한다.
비슷하게, "합동이 아닌 닮음다각형이 존재한다"는 명제가 평행선 공준과 동치라는 것을 보일 수 있다.

### 사케리 사변형 조건
(사케리 사변형 조건 ⇒ 직사각형 조건)
두 사케리 사변형 ABCD, 밑변 AB와 윗변 DC가 같다고 하자. 밑변과 윗변의 중점 M, N을 연결하자. 그렇다면, 좌우 대칭에 따라 MN은 AB와 DC의 수선이다. 또한, MB = NC이므로, MNCB는 밑변이 MN인 사케리 사변형이다. 사케리 사변형의 윗변의 두 이웃각은 서로 같으므로, ∠NCB = ∠CBM = 90°이다. 따라서, 직사각형 MNCB가 존재한다.

### 중위선 조건
(중위선 조건 ⇒ 사케리 사변형 조건)
삼각형 ABC의 중위선 MN이 대변 BC의 절반 길이라고 하자. MN의 수선 AA', BB'를 그어 MN과 A', B'에서 만나게 하자. 그렇다면, 변각변 합동에 따라, 삼각형 MAA', MBB'는 서로 합동이며, 삼각형 NAA', NCC'는 서로 합동이다. 따라서, BB' = AA' = CC' 이므로, BB'C'C는 사케리 사변형이다. 또한,
MN = MA + NA = 1/2BC
B'M = MA'
C'N = NA'
이므로, B'C' = BC이다. 따라서, 밑변과 윗변이 같은 사케리 사변형이 존재한다.

### 피타고라스의 정리
(피타고라스의 정리 ⇒ 중위선 조건)
피타고라스의 정리가 성립한다면, 직각 삼각형 ABC의 빗변 AB에 대한 중위선 MN을 긋자. 그렇다면,
AB2 = AC2 + BC2
MN2 = AM2 + BN2
AM = 1/2AC
BN = 1/2BC
이므로, MN = 1/2AB이다. 즉, 중위선이 그 대변의 절반 길이인 삼각형이 존재한다.

## 역사
평행선 공준은 원론의 공준 중 다른 네 공준보다 직관적이지 못하다. 따라서 몇몇 수학자들은 이 공준이 다른 명제들로부터 증명될 수 있을지도 모른다고 생각했다. 또한 다른 몇몇 수학자들은 이 공준의 부정을 가정하여 모순을 이끌어내려고 하였다.
결국 19세기에 이 공준은 증명될 수 없다고 결론지어졌으며, 이것의 반대 상황을 가정해도 모순이 없다는 것이 밝혀졌다. 이러한 결과를 1829년 니콜라이 이바노비치 로바쳅스키가 한 러시아 저널에 발표하였다. (1840년에 독일어로 다시 출판되었다.) 또한 1831년 보여이 야노시가 로바쳅스키와는 독자적으로 그의 아버지의 논문에 이러한 발견을 실었다. 카를 프리드리히 가우스가 이러한 문제를 연구했다는 설도 있지만, 그는 이러한 내용을 출간하지 않았다.
이 새로운 기하학은 후에 니콜라이 이바노비치 로바쳅스키, 베른하르트 리만과 앙리 푸앵카레에 의해 쌍곡기하학과 구면기하학으로 발전되었다.

## 같이 보기
- 비유클리드 기하학

## 참고 문헌
- 王宗儒 (1981년 7월). 《三角形内角和等于180°吗》 (중국어). 湖南人民出版社.